# Martres
Martres é uma comuna francesa na região administrativa da Nova Aquitânia, no departamento da Gironda. Estende-se por uma área de 3,07 km². Em 2010 a comuna tinha 111 habitantes (densidade: 36,2 hab./km²).